# Pat Lee

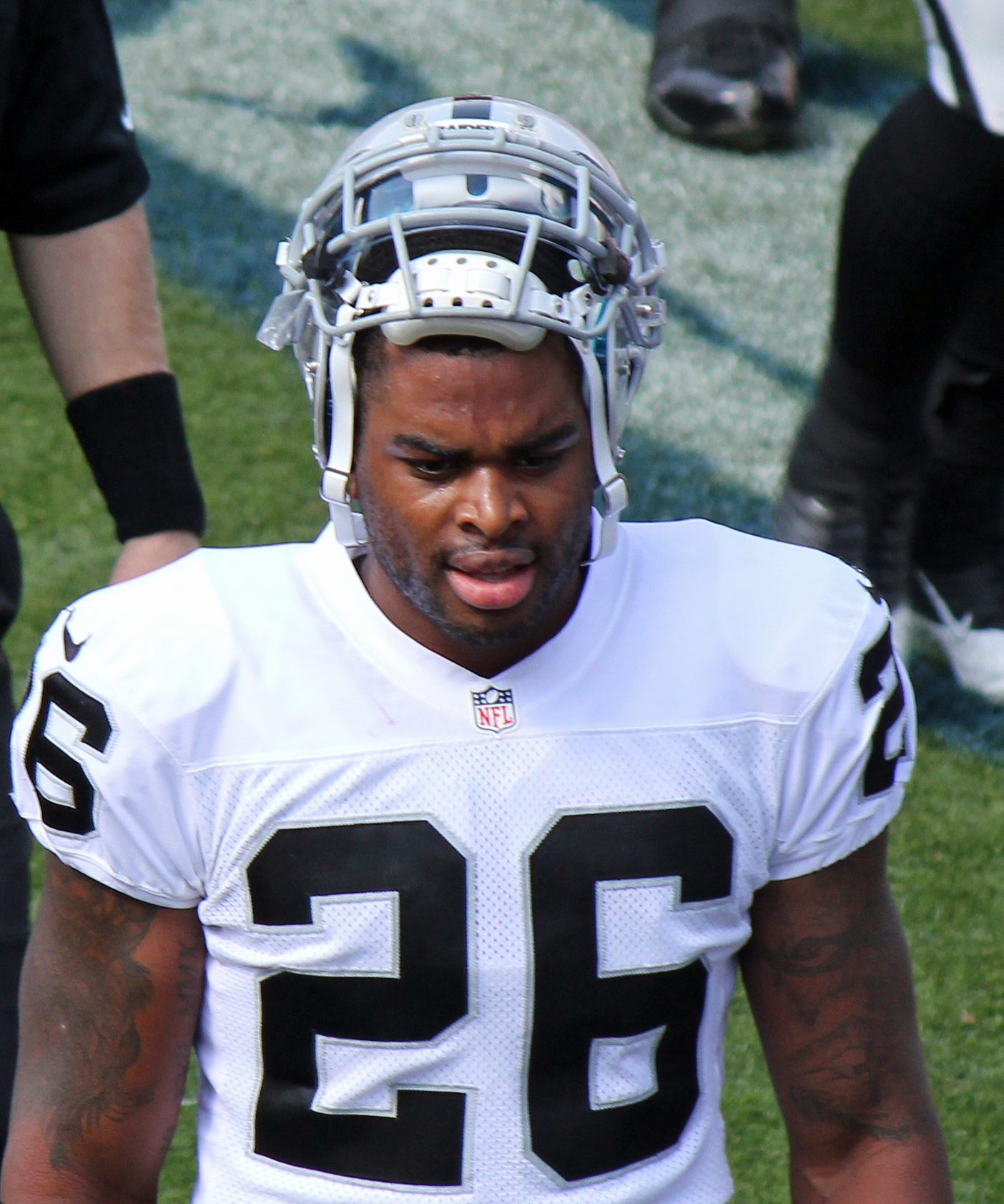
Pat Lee

Patrick Christopher Lee (nascido em 20 de fevereiro de 1984) é um ex-jogador de futebol americano. Ele foi convocada pelo Green Bay Packers na segunda rodada do Draft de 2008 da NFL. Lee venceu Super Bowl XLV com os Packers sobre o Pittsburgh Steelers. Ele jogou futebol americano universitário em Auburn.

## Primeiros anos
Lee jogou futebol no ensino médio na Christopher Columbus High School em Miami, Flórida, que possui ex-alunos ilustres como Mike Shula e Brian Griese.